# Mauri Grashin
Maurice „Mauri“ Grashin (* 14. Januar 1901 in Illinois; † 1. Februar 1991 in Los Angeles, Kalifornien) war ein US-amerikanischer Drehbuchautor, der bei der Oscarverleihung 1935 für den Oscar für die beste Originalgeschichte nominiert war. 

## Leben
Grashin begann als Vorlagenschreiber für die Laurel und Hardy-Kurzfilme sowie für einige weitere Kurzfilme und verfasste im Laufe seiner Karriere in der Filmwirtschaft Hollywoods die Drehbücher für fast dreißig Filme.
Bei der Oscarverleihung 1935 wurde er für den Oscar für die beste Originalgeschichte nominiert und zwar für Hide-Out (1934) von W. S. Van Dyke.
Weitere bekanntere Filme, die nach seinen Vorlagen und Drehbüchern entstanden, waren Roll on Texas Moon (1946) von William Witney, Arthur Takes Over (1948) von Malcolm St. Clair sowie zuletzt Immer Ärger mit den Mädchen (1969) von Peter Tewksbury mit Elvis Presley und Marlyn Mason in den Hauptrollen.